# المنظمة السوداء (المحقق كونان)
المنظمة السوداء(أ) (بالإنجليزية: The Black Organization‎؛ باليابانية: 黒の組織‎، ‏Kuro no Soshiki) هي منظمةٌ إجراميةٌ تأسست على الأرجح في اليابان، وهي واحدة من الأطراف الرئيسية من المانجا وسلسلة الأنمي المحقق كونان، التي ألفها الكاتب غوشو أوياما. هي أخطر منظمة إجرامية في اليابان رغم أن نشاطاتها لا تقتصر على اليابان فقط، فهي تقوم بعدة عمليات إجرامية أهمها: القتل، والابتزاز، والسرقة، والاغتيال، والتهريب.
ما يجعل هذه المنظمة متميزة هو نظام تسمية أعضائها،أي ان اعضاءالمنظمة يحملون أسماء من أسماء المشروبات الكحولية. وفيما يخص الزعيم فشخصيته يعرفها 3 اشخاص هم بلموت التي تجمعها معه علاقة مثيرة للريبة وجين حيث أنه يتلقى الاوامر مباشرة منه والأخير هو رم اليد اليمنى للزعيم وقد كشفت شخصيته في الحلقة 1079 من الأنمي.
باستثناء هؤلاء الثلاثة لا أحد يعلم بالضبط من هو رئيس المنظمة، ولم يُسمع عنه إلا من الرسائل النصية القصيرة. وقد استطاع كونان إيدوجاوا معرفة رقم هاتفه (#969#6261) بعدما اتصلت بلموت به وسمع نغمة أغنية الأطفال السبعة (七つの子 Nanatsu no Ko).
المنظمة السوداء هي المنظمة المسؤولة عن تقلص جسد سينشي كودو وتحوله إلى فتًى في السابعة. يحاول كونان الإمساك بهم لأخذ عينة من السم لصنع ترياق يمكّنه من العودة إلى جسد سينشي كودو و قد نجحت  هايبارا في جمع المعلومات عن العقار الذي قلص جسده بعد هروبها من المنظمة مرة ثانية و قامت بصنع ترياق تجريبي مؤقت يسمح لكونان ان يعود إلى جسمه الطبيعي و لكن لفترة زمنية محدودة و كلما يتناولها قلت هذه المدة . كما يسعى وراء المنظمة السوداء كلٌّ من الـمكتب التحقيقات الفدرالي (FBI) والـوكالة المخابرات المركزية (CIA) وقسم الشرطة السرية. ظهر من المنظمة حتى الآن 18 عضوًا، أهم أفراد هذه المنظمة هم رام وَجين وفودكا وبلموت وكورن وكيانتي وكير وبوربون.

## نظرة عامة
منظمة خطيرة تقتل الناس ببساطة بالغة بحجة حماية مصالحها حتى ولو كان المقتول عضوًا مخلصًا عمل لديها وخدمها لسنين طويلة. هدفهم الحصول على الأموال بجميع الطرق الممكنة لتمويل مشاريعهم العلمية مثل مشروع عقار APTX4869. يحاولون القبض على الخائنة شيهو ميانو الملقبة بشيري. نغمة رقم زعيمهم تحمل لحن أغنية الأطفال السبعة (باليابانية: 七つの子، بالروماجي: Nanatsu no Ko) (أي #969#6261)، لذا يعرفون الرقم من حفظ النغمة. خلال المسلسل، يحاول كونان القبض على تلك المنظمة.
المنظمة تقوم بمختلف الجرائم من السرقة إلى التهريب والابتزاز والاغتيال، ويتبين لاحقًا أن هدف المنظمة هو إجراء تجارب علمية مثل صنع عقار. هدفها الحقيقي غير واضح و لكن بلموت لمحت ان هدفه هو إحياء الموتى. تستخدم المنظمة عقار APTX4869 حاليا كَسُمٍ للقتل لان آثاره لا تظهر في الجسم و آثاره الجانبية هو وقف الشيخوخة أو تقلص الجسم و قد انبهر بيسكو ان هايبارا استطاعت ان تقلص جسم الإنسان بهذا العقار فهي قد ورثت هذا المشروع من أبويها و المنظمة تعمل على هذا العقار منذ نصف قرن و اسمه السابق هو الرصاصة الفضية.
يرتدي بعض أعضائها ملابس سوداء. أعضاؤها عاليو الرتبة لهم تسميات بأسماء مشروبات كحولية. لهم عدد كبير من الأعضاء (متضمنًا العلماء)، ونشاطاتهم الإجرامية بالغة السرية. أمرهم معروف خارج اليابان وبالتحديد في الولايات المتحدة، حيث أن مكتب التحقيقات الفيدرالي بقيادة جيمس بلاك والعميلين جودي ستارلينغ وشويتشي أكاي تهدف لإيقافهم حاليًا حيث أنهم كانوا يلحقون بالممثلة المشتبه بها في إحدى القضايا بلموت من الولايات المتحدة. كذلك وكالة المخابرات المركزية متمثلة بجاسوستهم هيديمي هوندو وعميلهم السابق إيثان هوندو يهدفون لإيقافهم. رئيس المنظمة مجهول الهوية ولا يعلم هويته سوى جين وبلموت و رام.

## التنظيم الداخلي
| الزعيم         |
| -------------- |
| كاراسوما رينيا |

| الثاني في القيادة |
| ----------------- |
| رام               |

| مراقبون رئيسيون | مراقبون رئيسيون |
| --------------- | --------------- |
| جين             | فودكا           |

| القسم الداخلي                                      | القسم الخارجي                                         | القسم الخارجي                                                                                 | القسم الخارجي                                                          | القسم الخارجي      | القسم الخارجي | غير معروف                                                                   |
| تطوير عقار APTX4869                                | تطوير البرمجيات                                       | الاستطلاع                                                                                     | العمليات                                                               | العمليات           | جمع الأموال   | غير معروف                                                                   |
| تطوير عقار APTX4869                                | تطوير البرمجيات                                       | الاستطلاع                                                                                     | الاغتيال                                                               | السرقة             | جمع الأموال   | غير معروف                                                                   |
| -------------------------------------------------- | ----------------------------------------------------- | --------------------------------------------------------------------------------------------- | ---------------------------------------------------------------------- | ------------------ | ------------- | --------------------------------------------------------------------------- |
| شيري (هربت) أتسوشي ميانو (قُتِلْ) إيلينا ميانو (قُتِلت) | تيكلا (قُتِلْ) يوشياكا هارا* (قُتِلْ) سوغورو ايتاكورا (قُتِلْ) | بلموت كير بوربون كوسادا ريكيموتشي (انتحر) آيرش* (قُتِلْ) ماساكي اكاكورا* (قُتِلْ) كوراساو* (انتحرت) | كيانتي كورن نومابوتشي كتشيرو (قُبِضَ عليه) كالفادوس (قُتِلْ) راي (جاسوس كُشف) | أكيمي ميانو (قُتِلت) | بيسكو (قُتِلْ)   | إيثان هوندو (قُتِلْ) سكوتش (انتحر) ستاوت* (قُتِلْ) ريسلينغ* (قُتِلت) أكوافيت* (قُتِلْ) |

## الأعضاء

### الحاليون

العميل جين.

- أنو كاتا: (باليابانية: あの方، بالروماجي: Ano Kata) والذي يعني «ذلك الشخص» بالإشارة إلى زعيم العصابة المجهول.
- كاراسوما رينيا: (باليابانية: 烏丸レネア، بالروماجي: Karasuma Renea) و يكتب Carasuma و هو زعيم المنظمة و أغنى رجل باليابان و يلقب بالغراب و قد كان اول ظهور له في الحلقة 219 و كشف انه زعيم المنظمة في الحلقة 1008
- رام: (باليابانية: ラム، بالروماجي: Ramu) هو أخطر عضو في المنظمة السوداء، وايضاً يعد اليد اليمنى للزعيم، سربت معلومات عنه أنه أعلى رتبه من جين وهو شديد الذكاء والشر[1] و انه قد يكون انثويا او عجوزا او ضخما و اكد عنه أن إحدى عينيه عينٌ صناعية ،و قد ظهر انه اوكيتا كانينوري في الحلقة 1079 و لكن عدة ادلة خالفت هذا و منها اختلاف ترتيب السيارات و ارقامها
- بلموت: (باليابانية: ベルモット، بالروماجي: Berumotto) هي شخصية غامضة وعضو من أعضاء المنظمة السوداء، اسمها شارون فينيارد (باليابانية: クリス・ヴィンヤード ، بالروماجي: Sharon Vinyādo) وكريس فينيارد (باليابانية: シャロン・ヴィンヤード، بالروماجي: Kurisu Vinyādo) بعد تناولها لجوهرة الباندورا التي تكسب شبابا ابدياً . وهي أمريكية الأصل، تعمل كممثلة مشهورة في الولايات المتحدة الأمريكية، شابة المظهر ولكنها في الأصل كبيرة في السن شربت دموع جوهرج الباندورا  لتحافظ على شبابها. تُعتبر من الأعضاء المقربين من زعيم المنظمة، حيث أنه كان قد منحها حُريَّة مُطلقة في تصرفاتها ،و يقال انها خائنة للمنظمة حسب ما قاله بوربون[2] تُلقِب الـFBI[3] بلموت بـالتفاحة العفنة، كونها كانت سابقًا نجمة «التفاحة الذهبية» في نيويورك ولكنها فسدت وانحطت فصارت تفاحة عفنة لا تفاحة ذهبية.[2] تحب شينتشي كودو لأنه أنقذها في نيويورك عندما كانت متنكرة على شكل سفاح[4]، ومنذ ذلك الوقت وهي تلقبه بـالرصاصة الفضية الذي سيقضي على المنظمة، وتلقب ران بـالملاك لأنها أيضًا أنقذتها.
- جين: (باليابانية: ジン، بالروماجي: Jin)، هو مسؤول رفيع المستوى  يتلقى الأوامر فقط من الزعيم مباشرة، وهو الخصم الرئيسي في السلسلة، وهو شخصية مهمة في المنظمة السوداء، قاتل محترف صاحب دم بارد. ظهر في أول حلقة، وأعطى شينتشي كودو عقار المحقق كونان السام الذي تسبب في تقلصه و هو يكره شويتشي أكاي عندما وصفهوبالعدو القديم في الحلقة الخاصة 425
- فودكا: (باليابانية: ウォッカ コナン، بالروماجي: Wokka) وهو مساعد جين الخاص، و عادة ما يلقبه بأخي و تنطق أنيكي 兄貴 و هو شخص تحت رئاسة جين وهو الذي قام بعملية الابتزاز في الحلقة الأولى حيث كان سينشي كودو يراقبه قبل أن يباغته جين من الخلف.

العميلة بلموت.

- كيانتي: (باليابانية: キャンティ، بالروماجي: Kyanti) هي أحد أعضاء المنظمة السوداء. [5]و هي فتاة غريبة الشكل، فهي ترتدي ملابس وقفازات سوداء وتضع مساحيق تجميل داكنة ولها وشم غريب على عينها اليسرى كأنه جناح فراشة، وغالبًا ما تكون تلك الملابس مشابهة لمحبي هارد روك. كيانتي قناصة محترفة، تعمل هي وكورن باحترافية وعادة ما يتنافسان على إصابة الهدف للمنظمة.
- كورن: (باليابانية: コルン، بالروماجي: Korun) قناص محترف ويعمل مع كانتي في القنص، ذو طباع غريبة ويتكلم اليابانية بغرابة، عُيِّن في المنظمة لتنفيذ عمليات الاغتيال.

### جواسيس
- كير: (باليابانية: キール، بالروماجي:  Kīru) هي عضوة مندسة في المنظمة السوداء، عملت مراسلة في قناة تلفزيونية وقامت بتسمية نفسها ميزوناشي رينا (باليابانية: 水無 怜奈، بالروماجي: Mizunashi Rena)، واسمها الحقيقي هيديمي هوندو (باليابانية: 本堂 瑛海، بالروماجي: Hondō Hidemi) وتعمل لصالح وكالة المخابرات المركزية، وتقوم بمساعدة الـ مكتب التحقيقات الفيدرالي بعدما اتفقت مع أكاي وكونان على ذلك. وهي التي مثلت مشهد قتل أكاي بعدما أمرها جين بقتله، ليضمن ولائها.
- بوربون: (باليابانية: バーボン، بالروماجي:  Bābon) هو عضو مندس في المنظمة السوداء، يعمل نادلاً في المقهى القريب من وكالة المتحري كوغورو موري باسم أمورو تورو (باليابانية: 安室 透، بالروماجي:   Amuro Tōru)، بينما في الحقيقة هو يعمل ضمن الشرطة السرية اليابانية من أجل الإيقاع بالمنظمة، واسمه الحقيقي ري فورويا (باليابانية: 降谷 零، بالروماجي: Furuya Rei). تنكّر بوربون بشكل أكاي مع حرق في وجهه تحت اسم شبيه أكاي بسماعدة بلموت للتأكد من موت أكاي شويتشي عن طريق ردة فعل زملائه وأصدقائه المقربين. في الحلقة 783 (الحقيقة القرمزية) اتضح ان أمورو تورو جاسوس من الشرطة السرية اليابانية قد اخترق المنظمة السوداء، بعد أن اكتشف كونان هويته الحقيقية من خلال ردة فعله اتجاه كلمة (زيرو) والتي أثارت شكوكه إلى أن وصل إلى أنه جاسوس قد اخترق المنظمة.
- ريسلينغ (باليابانية: リースリング، بالروماجي: Rīsuringu) هي جاسوسة تعمل لدى الاستخبارات الالمانية، وتتجسس على المنظمة السوداء. لم تظهر الا مرة واحدة في الفيلم 20 بعنوان (الكابوس الأَشَدْ سَواداً)، قُتِلَتْ عل يد جين.
- ستاوت (باليابانية: スタウト، بالروماجي: Sutauto) هو جاسوس يعمل لدى جهاز الاستخبارات البريطاني، للتجسس على المنظمة السوداء. لم يظهر الا مرة واحدة في الفيلم 20 بعنوان (الكابوس الأَشَدْ سَواداً)، قُتِلَ عل يد كورن أحد قناصي المنظمة.

الجاسوس بوربون.

- أكوافيت (باليابانية: アクアビット، بالروماجي: Akuabitto) هو جاسوس يعمل لدى جهاز الاستخبارات الكندي، للتجسس على المنظمة السوداء. لم يظهر الا مرة واحدة في الفيلم 20 بعنوان (الكابوس الأَشَدْ سَواداً)، قُتِلَ عل يد كيانتي أحد قناصي المنظمة.

### قتلوا
- أتسوشي ميانو: (باليابانية: 宮野 エレーナ، بالروماجي: Miyano Atsushi) هو زوج إيلينا ميانو وأب لكل من أكيمي ميانو المعروفة بماسامي هيروتا وشيهو ميانو (آي هايبرا). عمل هو وزوجته إيلينا ميانو  في تطوير عقار APTX4869 القاتل، وتوفيا بحادث سيارة غامض. يُعتقد أنه من تدبير المنظمة السوداء. لم يكن يحظى أتسوشي ميانو بشعبية واسعة في الأوساط العلمية، نظراً لما يملكه من نظريات غريبة حتى أطلق عليه لقب العالم المجنون. التقى بزوجته إيلينا ميانو في إحدى المؤتمرات في بريطانيا ثم تزوجا فيما بعد.[6]

```
والتقى بالدكتور اغاسا أيضاً في ذاك المؤتمر وأثنى على اختراعاته. لم تظهر الشخصية ظهورًا واضحًا في أي من الحلقات، إنما ذكرت في الحلقة 340 المعنونة السر المخفي في الحمام دون إبراز معالمها. 
```

- إيلينا ميانو: (باليابانية: 宮野 エレーナ، بالروماجي: Miyano Erēna)، عالمة من أصل بريطاني وهي زوجة أتسوشي ميانو ووالدة كل من أكيمي ميانو المعروفة بماسامي هيروتا وشيهو ميانو. عملت هي وزوجها أتسوشي ميانو في تطوير عقار عقار APTX4869 القاتل، توفيت هي وزوجها بحادث سيارة غامض، يُعتقد أن المنظمة السوداء هي من دبرته. تركت لابنتها أكيمي ميانو مجموعة أشرطة تحفظها لتعطيها شقيقتها شيهو ميانو إن حدث لها مكروه. هذه الأشرطة عبارة عن 4 أشرطة مقسمة إلى خمس مجموعات مرقمة من 1-20 كل قسم يمثل عام من حياة ابنتها شيهو. في القسم ال18 تتحدث إيلينا عن قيامها بمشروع عقار وصفته بالرهيب وأن زملاءها متحمسون لأجلها. عُرفت بلطفها الشديد عن بقية أفراد المنظمة حتى لقبت بـ ملاك الجحيم.

العميلة كير.

- أكيمي ميانو: (باليابانية: 宮野明美، بالروماجي: Miyano Akemi) هي ابنة إيلينا ميانو]] وأتسوشي ميانو وشقيقة [[شيهو ميانو الكبرى. هي عضوة بالمنظمة ومسؤولة عن السرقة. عُرفت باسم ماسامي هيروتا (باليابانية: 広田 雅美، بالروماجي: Hirota Masami)، لكن لم تكن رفيعة المستوى داخل المنظمة بعكس شقيقتها فتمكنت بذلك من عيش حياتها بشكل طبيعي. التقت بعميل ال مكتب التحقيقات الفيدرالي شويتشي أكاي والذي كان يستخدمها للاقتراب من شقيقتها حتى يتمكن من اختراق المنظمة، لكن كُشف أمره فعلمت أكيمي بحقيقة أمره فصارحته بحبها له ورغبتها في ترك المنظمة وأخذ شقيقتها معها. فقررت المنظمة التخلص منها، وعرضوا عيها سرقة بليون ين مقابل السماح لها ولشقيقتها بترك المنظمة. وبعد نجاح العملية، قام جين بقتلها وجعل الأمر يبدو وكأنها انتحرت.
- آيرش: (باليابانية: アイリッシュ، بالروماجي:  Airisshu) ظهر في الفيلم 13 (بعنوان المطارد الأسود)، ولكنه قتل على يد كيانتي أحد قناصي المنظمة بعدما أمرها جين بذلك. وهو من القلة التي تعرف حقيقة ما جرى لسينشي كودو جراء تقلصه بقعل العقار عقار APTX4869. لا يعرف عن الكثير سوى أنه يكن الكثير من الاحترام لبيسكو، ويعتبره كأب له.
- نومابوتشي كيتشيرو: (باليابانية: 沼淵 己一郎، بالروماجي: Numabuchi Ki'ichirō) هوقاتل محترف وعضو من أعضاء المنظمة، ذو حواجب رفيعة وعينين غائرتين وجهه مسطح وشاحب وبشرته مشدودة، أنفه بارز إلى الأعلى وجسمة نحيل، يستطيع الجري برشاقة بالإضافة إلى أنه قاتل متسلسل والمنظمة أبقته حياً لأنه لم يكن يعرف أسرار المنظمة.
- بيسكو: (باليابانية: ピスコ، بالروماجي: Pisuko) هو رجل أعمال ثري، وقاتل محترف وعضو قديم في المنظمة، اسمه الحقيقي كينزو ماسوياما (باليابانية: 枡山 憲三، بالروماجي: Masuyama Kenzou)، قتله جين بعدما تم تصويره وهو ينفذ عملية قتل لأحد السياسيين. وهو أول عضو من المنظمة يعرف سر آي هايبرا وأنها هي بالفعل شيهو ميانو، لأنه يعرف والد هايبرا وقد رآها وهي صغيرة.

العالم أتسوشي ميانو. وزوجته العالمة إيلينا ميانو وهم من اخترعوا عقار عقار APTX4869.

- تيكيلا: (باليابانية: テキーラ، بالروماجي:  Tekīra) طويل وضخم يتكلم باللهجة الأوساكية. ليس ذا أهمية للمنظمة السوداء، شاهده كونان في الفندق وهو يكلم فودكا في الحلقة 54، كان يبحث عن رجل خبير بالبرمجة ومات بسبب انفجار حقيبته وتناثرت أوصاله. أتى ذكره مجددًا في الحلقة 307 وذكر بأنه قد زار مبرمج الألعاب إيتاكورا.
- ماساكي أوكاكورا: (باليابانية: 岡倉 政明، بالروماجي:  Okakura Masa'aki) هو رجل سياسي (سكرتير برلماني)، وعضو من أعضاء المنظمة، ظهر في الفيلم 13 (بعنوان المطارد الأسود)، وقد استطاع الحصول على بطاقة ذاكرة عليها أسماء ومعلومات عن الأشخاص الذين يعملون في المنظمة، كما تكهنت به بلموت، وأطلقت عليه (NOC). كان من المفترض أن يقتله رجال المنظمة، لكن القاتل المتسلسل كازوكي هونجو قتله في جريمة ثأر لا علاقة لها بالمنظمة، واستطاع آيرش الحصول على تلك البطاقة وتدميرها.
- يوشياكو هارا: (باليابانية: 原 佳明 ، بالروماجي: Hara Yoshiaki) هو رئيس قسم الحاسبات في شركة توكيوا، عضو في المنظمة السوداء. ظهر في الفيلم 5 (بعنوان العدد التنازلي إلى الجنة)، وكان ذلك هو أول ظهور له. يحب تناول الشوكولاتة وقد علّقت عليه رئيسته في العمل أنه يشبه الأطفال في هذا الأمر. كان يريد إنتاج لعبة جديدة لذا دعى الصغار لزيارة منزله وعندما حضروا كانت في انتظارهم جثة هارا. وقد كان ممسكًا بسكين استدلل كونان من خلالها فيما بعد أن القاتل هو جين. قام هارا باختراق شبكة معلومات المنظمة من أجهزة الشركة، لذا قتله جين ومسح بيانات جهازه الخاص، وبعدها فجر طابق الحاسبات في مبنى الشركة وفجر الجسر وأحرق السطح، وبعد ذلك كانت تنتظر كونان وهيبارا والصغار مفاجأة أخرى لأن تحت كل طاولة في قاعة الاحتفالات قنبلة. يوجد سببان دفعا جين لفعل ذلك: أولاً لأنه يريد تمويه الشرطة وإبعادهم عن اكتشاف السبب الحقيقي لتفجير طابق الحاسبات التي تم الاختراق منها، والسبب الثاني لأنه يريد قتل هيبارا (شيري) هناك.
- سوغورو إيتاكورا: (باليابانية: 原 佳明 ، بالروماجي: takura Suguru) لم تقتله المنظمة بنفسها ولكن قتله أحد الذين طلبوا منه صنع لعبة ولو لم يقتله لقتلته المنظمة بنفسها. ليس من أعضاء المنظمة لكنه صنع لهم برنامجا بناء على طلبهم لكنه لم يكمله، «ليس من أجله لكن من أجل سلامة البشرية» هذا ما وجده كونان عندما قرأ مذكراته. وكتب أيضاً أن أول من كلمه هو رجل يتحدث باللهجة الأوساكية وهو تيكيلا. لكنه كلم بلموت بعد ذلك وطلبت منه صنع برنامج واتفقوا على كافة الإجراءات. كان ايتاكورا غاضباً منها لأنها كانت تجيب عن أسئلته بالإنجليزية، وعندما سألها: «من أنتم؟» أجابت: «نستطيع أن نكون الخير والشر في نفس الوقت، نحاول أن نرفع الموت، عكس مجرى الوقت».

### انتحروا

عميل للشرطة السرية اليابانية المعروف بسكوتش.

- سكوتش: (باليابانية: スコッチ، بالروماجي: Sukotchi) هو عميل سابق في الشرطة السرية اليابانية وقد لقي مصرعه أثناء التسلل للمنظمة السوداء. لا يعرف عنه الكثير إلا أنه كان عضوًا في المنظمة وقد تبين أنه جاسوس وتم قتله. وذُكر سكوتش لأول مرة خلال محادثة بين بوربون وبلموت، ذكرت خلالها أنها تذكر الشخص الذي تسلل من الشرطة السرية قبل أن يقتل، حيث صرحت أن اسمه الرمزي هو «سكوتش». لكن في الحلقات (866-866 مسرح الخيانة)، تبين سبب موت سكوتش وهو انه انتحر بعد اكتشاف المنظمة السوداء لحقيقته وأنه جاسوس للشرطة السرية اليابانية، حاول شويتشي أكاي منعه من الانتحار، واعترف له بإمكانية مساعدته، لكنه استغل تشتت انتباه أكاي أثناء سماعه لخطوات رجل قادم نحوهما، وأخذ المسدس من أكاي ثم انتحر. وصل ري فورويا إلى مكان الحادثة ووجد سكوتس ميتاً والمسدس بيد أكاي، وهو ما دفعه للاعتقاد أن أكاي قد تسبب بموت زميله سكوتش.[ج]
- كالفادوس: (باليابانية: カルバドス، بالروماجي: Karubadosu) هو أحد قناصي المنظمة، كان يساعد بلموت في مواجهتها مع جودي ستارلينغ عميلة مكتب التحقيقات الفيدرالي، وقد كان عرضة لاستغلالها بسبب حبه لبلموت. في حلقة الهالوين 345، طلبت منه بلموت أن يقتل جودي ستارلينغ لكنه لم يفلح. حاول كالفادوس مراراً وتكراراً بإطلاقه النار على ران (على الرغم من أوامر فرموث له ليتوقف عن ذلك) ولم يتوقف إلا عندما أطلقت بلموت النار باتجاهه. بعدها ظهر شويتشي أكاي وكسر كلتا ساقيه وأخذ بندقيته، ولكنه انتحر بإطلاق رصاصة على رأسه من مسدسه، بسبب كسر أكاي لقدميه وعدم استطاعته السير فانتحر خوفاً من الوقوع في قبضة مكتب التحقيقات الفيدرالي.
- كوسادا ريكيموتشي: (باليابانية: 楠田 陸道، بالروماجي: Kusuda Rikumichi) هو أحد أعضاء المنظمة، تم إساله لمستشفى هايدو من أجل البحث عن كير التي احتجزها مكتب التحقيقات الفيدرالي بعدما ادعى إصابته في الرقبة. استطاع كونان كشف حقيقته، فقام بالتسلل لغرفة الممرضات لتصوير لائحة المرضى، لكن أفراد مكتب التحقيقات الفيدرالي حاصروه. ومن أجل أن يهرب، قام بتهديدهم بقنبلة سي فور وهمية خبأها في طوق الرقبة وقاد سيارته بعيداً. لم يستطع الاتصال بأعضاء المنظمة بعدما أوقع هاتفه في الماء، واستطاع شويتشي أكاي القبض عليه، لكنه انتحر بعدها خوفاً من الوقوع بالأسر. استحدمت جثته من أجل تلفيق مقتل شويتشي أكاي.
- كوراساو: (باليابانية: キュラソー، بالروماجي: Curaçao) هي إحدى أعضاء المنظمة المهمين في جمع المعلومات والحاصلة على ثقة رام، ظهرت في الفيلم العشرين من أفلام كونان (الكابوس الأكثر سوادا)، عملت بداية انضمامها للمنظمة تحت يد بلموت وبعد ارتكابها عدة أخطاء رغم مهارتها قررت بلموت قتلها لولا تدخل رام في اللحظة الأخيرة ووضعها في الخدمة تحت إمرته مباشرة، تتميز كوراساو بقدرتها الفائقة في التحري والدفاع عن النفس والقنص وقيادة السيارات وحفظ الأشياء وربطها مستخدمة الألوان، تتميز في شكلها الخارجي بشعرها الفضي ولون عينيها حيث تختلف ألوان عينيها الاثنتين عن بعضهما فالعين اليسرى ذات لون أزرق مشرق وعينها اليمنى ذات لون أزرق فضي شفاف تقريبا تغطيه عادة باستخدام عدسة على عينها اليمنى ذات لون بني، تم تكليفها من رام في مهمة للحصول على المعلومات عن جواسيس أجهزة المخابرات المختلفة داخل المنظمة عن طريق اختراقها لنظام المعلومات الإلكتروني للشرطة السرية اليابانية، استطاعت اتمام العملية بنجاح ونقلت بعض أسماء عملاء المخابرات المختلفة إلى المنظمة أثناء مطاردتها وقد تسبب نقلها للمعلومات بقتل العملاء استاوت وريسلينغ وأكوافيت ورغم ارسالها لاسمي كير وبوربون إلا أنهما نجيا، رغم نجاحها في الهروب من مطاردة جهازي الشرطة السرية ومكتب التحقيقات الفيدرالي إلا أنها بعد نجاتها فقدت الذاكرة، التقاها كونان وأصدقاؤه والسيد أغاسا وبعد قضائها وقتا جميلا معهم حاولت المنظمة استعادتها لمعرفة بقية أسماء القائمة لجواسيس المخابرات المختلفة والتأكد من خيانة بوربون وكير للمنظمة بعد استلام رام لرسالة مدبرة من كونان من هاتفها نافية خيانتهما، حال استعادتها لذاكرتها وأثناء اتصال بينها وبين بلموت أكدت لبلموت على أنها هي من أرسلت الرسالة لرام عن كير وبوربون محاولة التغطية على الأطفال، أخبرتها بلموت بأن جين قادم لأخذها، اختارت الهروب من المنظمة بعد ذلك الاتصال وأثناء هروبها تعرفت على شخصية هيبارا الحقيقة وأنها شيري، بعدها أخبرتها هيبارا أن الأطفال في خطر، قررت كوراساو حماية الأطفال والناس من كارثة تحرر العجلة الدوارة الضخمة وإيقافها باستخدام رافعة، أدى هذا لإيقاف الكارثة وإحراق الرافعة تماما بجثة داخلها لم يتبق منها إلا ميدالية دولفين ذكرى أهداها الأطفال لكوراساو .

### سابقون

العضو السابق للمنظمة اكاي شويتشي، وهو عميل لمكتب التحقيقات الفيدرالي.

- شيهو ميانو: (باليابانية: 宮野志保، بالروماجي: Miyano Shiho) وتعرف باسم آي هايبرا (باليابانية: 灰原 哀، بالروماجي: Ai Haibara) عضوة سابقة في المنظمة السوداء تحت اسم شيهو ميانو، وهي عالمة كيمياء موهوبة منذ الصغر، طورت عقار APTX4869 الذي سبب تقلص شينتشي كودو. أرسلت للدراسة في الولايات المتحدة الأمريكية، والدها ياباني وأمها بريطانية، بعدما قتل جين أختها أكيمي ميانو. أرادت معرفة الدوافع لقتلها فحبستها المنظمة، ولأنها كانت تحمل معها عقار APTX4869 تناولته محاولة الانتحار ولكنها تقلصت وهربت من فتحة التكييف واتجهت لمنزل كودو شينتشي ليساعدها.
- شويتشي أكاي: (باليابانية: 赤井 秀، بالروماجي: Akai Shūichi) هي شخصية في مانغا وأنمي المحقق كونان، عميل مكتب التحقيقات الفيدرالي وشخصية بارزة في المعركة ضد المنظمة السوداء، يلقبونه بـ Silver Bullet أي الرصاصة الفضية، قناص ماهر جدًا وخبير في إيجاد الخطط وخداع الخصوم، انضم ذات مرة للمنظمة السوداء تحت اسم داي موروبوشي (باليابانية: 諸星 大، بالروماجي: Moroboshi Dai Shiho) بهدف التجسس وتم منحه الاسم المستعار راي (باليابانية: ライ، بالروماجي: Rye). هو الذي تحرى مع كونان عن والد ميزوناشي رينا، إيثان هوندو عميل وكالة المخابرات المركزية، وقد واجهاها بالحقيقة وعقدا معها اتفاقًا على أن تكون جاسوسة لمكتب التحقيقات الفيدرالي على المنظمة السوداء بعد أن اكتشفا أنها في الحقيقة عميلة وكالة المخابرات المركزية، ولضمان ولائها للمنظمة أمرها جين بقتل أكاي، لكن بمساعدة كونان إيدوجاوا والدكتور هيروشي أغاسا، تم تلفيق عملية القتل، ويتنكر أكاي بشخصية سوبارو أوكيا.

## العلاقات

### المنظمة السوداء ومكتب التحقيقات
من المعروف أن كل من مكتب التحقيقات الفيدرالي والمنظمة السوداء أعداء لمدة لا تقل عن عشرين عاماً، عندما قتلت بلموت والدي جودي ستارلينغ عميل مكتب التحقيقات الفيدرالي. أما سبب نشوء هذه العداوة والصراع بينهم، غير معروف تماماً، لكن يفترض أن بداية الصراع كان بسبب عمليات قامت بها المنظمة في الولايات المتحدة الأمريكية. وقد أدت الاشتباكات المتكررة بين الطرفين إلى نشوء صراعات شخصية بين الأفراد المنظمتين، مثل جودي ستارلينغ وبلموت، وبين جين وأكاي شويتشي. على الرغم من تلك الصراعات الشخصية، يبقى هناك نوع من الاحترام السائد بين الخصوم بسبب اعجاب الطرف بمناورات وتحركات الطرف الآخر. يذكر أن عميل مكتب التحقيقات الفيدرالي أكاي شويتشي قد انضم للمنظمة كعميل مزدوج تحت الاسم الرمزي راي، وقد كان قريباً جداً من الإمساك بجين، لولا خطاً ساذج من العميل أندريه كاميل، مما تسبب في خروج أكاي شويتشي بدون تحقيق أهدافه. تطلق المنظمة السوداء على أكاي شويتشي الذي تخشاه ويخشاه زعيمهم لقب الرصاصة الفضية، حيث يأمنون بقدرته على الإطاحة بالمنظمة السوداء.

### المنظمة السوداء ووكالة المخابرات
لم يتم ذكر سبب محاولة وكالة المخابرات المركزية التسلل إلى قلب المنظمة من خلال الزج بعميلة متخفية هيديمي هوندو كعضو في المنظمة تحت اسم كير، ومساعدة إيثان هوندو لها بالتسلل. ولم تشك المنظمة في أنها مراقبة من قبل وكالة المخابرات المركزية، حيث لم تظهر أي دلالة تدل على اشتباههم على وكالة المخابرات المركزية. لكن في حلقة، اشتبهت بلموت بهيديمي هوندو بعدما قالت: إنجازاتنا الناجحة يجب أن لا ترى ضوء النهار، لكن فشلنا سوف يظهر أمام العالم، وهي مقولة شائعة بين أفراد وكالة المخابرات المركزية، فردت عليها بلموت قائلة: مهلاً يا كير، أنت لست ... (قامت بلوت بالقرع "Knock" مرتين للدلالة على كلمة NOC) هكذا، هل أنت كذلك؟. فكلمة نوك NOC في عالم التجسس هي اختصار لكلمة المتخفي الغير الرسمي (بالإنجليزية: Non-official cover) للدلالة على العميل المتخفي. وردت عليها كير قائلة: هراء ... هذا مستحيل طبعاً. ومن الجدير بالذكر أن هذا المصطلح لا يقتصر على وكالة المخابرات المركزية فقط، بل تستخدمه العديد من وكالات الاستخبارات.

لقطة المنظمة السوداء من فيلم المطارد الأسود.

### المنظمة السوداء والشرطة السرية
لم يُذكر كيف استطاعت الشرطة السرية اكتشاف نشاطات المنظمة السوداء، ولم تظهر أي دلالة على اشتباه المنظمة السوداء بعمليات مراقبة وتحقيق من قبل الشرطة السرية.

### المنظمة السوداء والسلطات اليابانية
لا تعرف الشرطة اليابانية عن نشاطات المنظمة السوداء. ولا يوحد أي رابط بينهم.

## حلقات الظهور
| #       | #             | عنوان الحلقة                                                      | عنوان الحلقة                           | تفاصيل الحلقة           | تفاصيل الحلقة  | تفاصيل الحلقة |
| اليابان | العالم العربي | باليابانية                                                        | بالدبلجة العربية                       | في المانغا              | تاريخ العرض    |               |
| ------- | ------------- | ----------------------------------------------------------------- | -------------------------------------- | ----------------------- | -------------- | ------------- |
| 01      | 01            | جريمة قتل الأفعوانية                                              | أشهر متحرٍ في هذا العصر                 | فصل 1                   | 8 يناير 1996   |               |
| 54      | 56            | جريمة قتل في شركة ألعاب الفيديو                                   | الحقيبة القاتلة                        | فصل 114-116             | 14 أبريل 1997  |               |
| 128     | 130           | المنظمة السوداء: قضية سرقة مليار ين                               | عصابة المعاطف السوداء                  | فلر مع دمج نهاية فصل 16 | 14 ديسمبر 1998 |               |
| 129     | 131-134       | الفتاة التي أتت من المنظمة السوداء                                | الطالبة الجديدة                        | فصل 176-181             | 4 يناير 1999   |               |
| 176     | 185           | لقاء المنظمة من جديد (جزء هايبرا)                                 | مواجهة الأشرار مرة أخرى (الجزء الأول)  | فصل 238-242             | 17 يناير 2000  |               |
| 177     | 186           | لقاء المنظمة من جديد (جزء كونان)                                  | مواجهة الأشرار مرة أخرى (الجزء الثاني) | فصل 238-242             | 24 يناير 2000  |               |
| 178     | 187           | لقاء المنظمة من جديد (جزء الحل)                                   | مواجهة الأشرار مرة أخرى (الجزء الثالث) | فصل 238-242             | 31 يناير 2000  |               |
| 230     | 244           | الراكب الغامض (الجزء الأول)                                       | لغز الإشارة (الجزء الأول)              | فصل 287-289             | 16 أبريل 2001  |               |
| 231     | 245           | الراكب الغامض (الجزء الثاني)                                      | لغز الإشارة (الجزء الثاني)             | فصل 287-289             | 23 أبريل 2001  |               |
| 272     | 287           | مقاطع محذوفة خبئت بسرعة (الجزء الثاني)                            | أسرع واختصرها (الجزء الثاني)           | فصل 338-340             | 18 مارس 2002   |               |
| 286     | 303           | (سينشي كودو) في نيويورك (الجزء الأول)                             | شيء من الماضي (الجزء الأول)            | فصل 350-353             | 15 يوليو 2002  |               |
| 287     | 304           | (سينشي كودو) في نيويورك (الجزء الثاني)                            | شيء من الماضي (الجزء الثاني)           | فصل 350-354             | 22 يوليو 2002  |               |
| 288     | 305           | (سينشي كودو) في نيويورك (الجزء الثالث)                            | شيء من الماضي (الجزء الثالث)           | فصل 350-354             | 29 يوليو 2002  |               |
| 289     | 306           | غابة (ميتسوهيكو) الغامضة (الجزء الأول)                            | البحث عن ميتسو (الجزء الأول)           | فصل 358-360             | 5 أغسطس 2002   |               |
| 290     | 307           | غابة (ميتسوهيكو) الغامضة (الجزء الثاني)                           | البحث عن ميتسو (الجزء الثاني)          | فصل 358-360             | 12 أغسطس 2002  |               |
| 307     | 327           | خطوات الظلام (الجزء الأول)                                        | شهادة صامتة (الجزء الأول)              | فصل 377-379             | 27 يناير 2003  |               |
| 308     | 328           | خطوات الظلام (الجزء الثاني)                                       | شهادة صامتة (الجزء الثاني)             | فصل 377-379             | 3 فبراير 2003  |               |
| 309     | 329           | الاتصال بالمنظمة السوداء (جزء التفاوض)                            | اتصال من العصابة السوداء (الجزء الأول) | فصل 380-383             | 10 فبراير 2003 |               |
| 310     | 330           | الاتصال بالمنظمة السوداء (جزء الملاحقة)                           | عصابة الرداء الأسود (الجزء الثاني)     | فصل 380-383             | 17 فبراير 2003 |               |
| 311     | 331           | الاتصال بالمنظمة السوداء (جزء اليأس)                              | عصابة الرداء الأسود(الجزء الثالث)      | فصل 380-383             | 24 فبراير 2003 |               |
| 345     | 366-370       | المواجهة وجهًا لوجه مع المنظمة السوداء: لغزان في ليلة اكتمال القمر | دعوة من مجهول                          | فصل 429-434             | 5 يناير 2004   |               |
| 425     | 454ـ458       | الصدمة السوداء لحظة الوقوع في قبضة المنظمة                        | الصدام الاسود حين تصل يد العصابة       | فصل 499-504             | 9 يناير 2006   |               |
| 462     | 497           | ظل المنظمة السوداء (الشاهد الصغير)                                | ظل المنظمة السوداء (و الشاهد الصغير)   | فصل 550-552             | 29 يناير 2007  |               |
| 463     | 498           | ظل المنظمة السوداء (الإضاءة الغريبة)                              | ظل المنظمة السوداء (شهادة غريبة)       | فصل 550-552             | 5 فبراير 2007  |               |
| 464     | 499           | ظل المنظمة السوداء (لغز المكافأة الكبيرة)                         | ظل المنظمة السوداء (عصبة الشعر الأحمر) | فصل 553-555             | 12 فبراير 2007 |               |
| 465     | 500           | ظل المنظمة السوداء (شهاب لؤلؤي)                                   | ظل المنظمة السوداء (لؤلؤة الشهب)       | فصل 553-555             | 19 فبراير 2007 |               |
| 491     | ××            | تصادم الأحمر والأسود (البداية)                                    | لم تُعرض بعد                            | فصل 585-586             | 14 يناير 2008  |               |
| 492     | ××            | تصادم الأحمر والأسود (أقرباء بالدم)                               | لم تُعرض بعد                            | فصل 587-590             | 21 يناير 2008  |               |
| 493     | ××            | تصادم الأحمر والأسود (الصراخ)                                     | لم تُعرض بعد                            | فصل 587-590             | 28 يناير 2008  |               |
| 494     | ××            | تصادم الأحمر والأسود (هاديس)                                      | لم تُعرض بعد                            | فصل 587-590             | 4 فبراير 2008  |               |
| 495     | ××            | تصادم الأحمر والأسود (الغيبوبة)                                   | لم تُعرض بعد                            | فصل 595-598             | 11 فبراير 2008 |               |
| 496     | ××            | تصادم الأحمر والأسود (الغزو)                                      | لم تُعرض بعد                            | فصل 595-598             | 18 فبراير 2008 |               |
| 497     | ××            | تصادم الأحمر والأسود (الإفاقة)                                    | لم تُعرض بعد                            | فصل 599-604             | 25 فبراير 2008 |               |
| 498     | ××            | تصادم الأحمر والأسود (الاضطراب)                                   | لم تُعرض بعد                            | فصل 599-604             | 3 مارس 2008    |               |
| 499     | ××            | تصادم الأحمر والأسود (التمويه)                                    | لم تُعرض بعد                            | فصل 599-604             | 10 مارس 2008   |               |
| 500     | ××            | تصادم الأحمر والأسود (الوصية)                                     | لم تُعرض بعد                            | فصل 599-604             | 17 مارس 2008   |               |
| 501     | ××            | تصادم الأحمر والأسود (الاشتباه)                                   | لم تُعرض بعد                            | فصل 605-609             | 14 أبريل 2008  |               |
| 502     | ××            | تصادم الأحمر والأسود (البراءة)                                    | لم تُعرض بعد                            | فصل 605-609             | 28 أبريل 2008  |               |
| 503     | ××            | تصادم الأحمر والأسود (الاستعداد للموت)                            | لم تُعرض بعد                            | فصل 605-609             | 12 مايو 2008   |               |
| 504     | ××            | تصادم الأحمر والأسود (الموت أثناء تأدية المهمة)                   | لم تُعرض بعد                            | فصل 605-609             | 19 مايو 2008   |               |
| 578     | ××            | الفأل الأحمر المسبب لللأزمة                                       | لم تُعرض بعد                            | فصل 699-704             | 26 يونيو 2010  |               |
| 579     | ××            | الاقتراح الثالث عشر الأسود                                        | لم تُعرض بعد                            | فصل 699-704             | 3 يوليو 2010   |               |
| 580     | ××            | اقتراب المهلة السوداء                                             | لم تُعرض بعد                            | فصل 699-704             | 10 يوليو 2010  |               |
| 581     | ××            | الهدف الأحمر المرتجف                                              | لم تُعرض بعد                            | فصل 699-704             | 17 يوليو 2010  |               |
| 667     | ××            | ليلة حفل الزفاف (الجزء الأول)                                     | لم تُعرض بعد                            | فصل 793-795             | 1 سبتمبر 2012  |               |
| 668     | ××            | ليلة حفل الزفاف (الجزء الثاني)                                    | لم تُعرض بعد                            | فصل 793-795             | 8 سبتمبر 2012  |               |
| 671     | ××            | مقطوعة ليل المتحرين (القضية)                                      | لم تُعرض بعد                            | فصل 796-800             | 6 أكتوبر 2012  |               |
| 672     | ××            | مقطوعة ليل المتحرين (الاختطاف)                                    | لم تُعرض بعد                            | فصل 796-800             | 13 أكتوبر 2012 |               |
| 673     | ××            | مقطوعة ليل المتحرين (الاستنتاج)                                   | لم تُعرض بعد                            | فصل 796-800             | 20 أكتوبر 2012 |               |
| 674     | ××            | مقطوعة ليل المتحرين (بوربون)                                      | لم تُعرض بعد                            | فصل 796-800             | 27 أكتوبر 2012 |               |
| 675     | ××            | لن أغفر لك ولو قيد أنملة (الجزء الأول)                            | لم تُعرض بعد                            | فصل 801-803             | 10 نوفمبر 2012 |               |
| 681     | ××            | بث الحب المهدِّد للحياة (بداية البث)                                | لم تُعرض بعد                            | فصل 804-808             | 5 يناير 2013   |               |
| 682     | ××            | بث الحب المهدِّد للحياة (وضع يأس)                                   | لم تُعرض بعد                            | فصل 804-808             | 12 يناير 2013  |               |
| 683     | ××            | بث الحب المهدِّد للحياة (التدافع نحو المشهد)                        | لم تُعرض بعد                            | فصل 804-808             | 19 يناير 2013  |               |
| 699     | ××            | الظل المقترب من سر هايبرا (الجزء الأول)                           | لم تُعرض بعد                            | فصل 815-817             | 8 يونيو 2013   |               |
| 700     | ××            | الظل المقترب من سر هايبرا (الجزء الثاني)                          | لم تُعرض بعد                            | فصل 815-817             | 15 يونيو 2013  |               |
| 701     | ××            | قطار الغموض الأسحم (المغادرة)                                     | لم تُعرض بعد                            | فصل 818-824             | 13 يوليو 2013  |               |
| 702     | ××            | قطار الغموض الأسحم (النفق)                                        | لم تُعرض بعد                            | فصل 818-824             | 20 يوليو 2013  |               |
| 703     | ××            | قطار الغموض الأسحم (التقاطع)                                      | لم تُعرض بعد                            | فصل 818-824             | 27 يوليو 2013  |               |
| 704     | ××            | قطار الغموض الأسحم (المحطة الأخيرة)                               | لم تُعرض بعد                            | فصل 818-824             | 3 أغسطس 2013   |               |
| 705     | ××            | كونان في الغرفة المغلقة                                           | لم تُعرض بعد                            | فصل 825-827             | 10 أغسطس 2013  |               |
| 706     | ××            | بوربون يحل اللغز                                                  | لم تُعرض بعد                            | فصل 825-827             | 17 أغسطس 2013  |               |
| 723     | ××            | التوصيل الحلو البارد (الجزء الثاني)                               | لم تُعرض بعد                            | فصل 841-843             | 21 ديسمبر 2013 |               |
| 734     | ××            | ذكريات جودي وفخ مشاهدة تفتُّح الزهور                                | لم تُعرض بعد                            | فصل 850-852             | 29 مارس 2014   |               |
| 741     | ××            | الحمام حيث سقطت ران كذلك (الجزء الثاني)                           | لم تُعرض بعد                            | فصل 856-858             | 7 يونيو 2014   |               |
| 751     | ××            | قضية دعوة قط الكاليكو (الجزء الأول)                               | لم تُعرض بعد                            | فصل 865-868             | 20 سبتمبر 2014 |               |
| 770     | ××            | حفلة الشاي المتوتِّرة (الجزء الأول)                                 | لم تُعرض بعد                            | فصل 888-890             | 7 مارس 2015    |               |
| 771     | ××            | حفلة الشاي المتوتِّرة (الجزء الثاني)                                | لم تُعرض بعد                            | فصل 888-890             | 14 مارس 2015   |               |
| 779     | ××            | المُقدِّمة القرمزيَّة                                                  | لم تُعرض بعد                            | فصل 891-893             | 30 مايو 2015   |               |
| 780     | ××            | المُطاردة القرمزيَّة                                                 | لم تُعرض بعد                            | فصل 891-893             | 6 يونيو 2015   |               |
| 781     | ××            | التقاطع القرمزيَّ                                                   | لم تُعرض بعد                            | فصل 894-898             | 13 يونيو 2015  |               |
| 782     | ××            | العودة القرمزيَّة                                                   | لم تُعرض بعد                            | فصل 894-898             | 20 يونيو 2015  |               |
| 783     | ××            | الحقيقة القرمزيَّة                                                  | لم تُعرض بعد                            | فصل 894-898             | 27 يونيو 2015  |               |
| 792     | ××            | أول ثلاثة مكتشفين للحادثة (الجزء الأول)                           | لم تُعرض بعد                            | فصل 908-906             | 19 سبتمبر 2015 |               |
| 793     | ××            | أول ثلاثة مكتشفين للحادثة (الجزء الثاني)                          | لم تُعرض بعد                            | فصل 908-906             | 26 سبتمبر 2015 |               |
| 813     | ××            | الظل الذي يقترب من آمورو (حلقة خاصة بالفلم 20)                    | لم تُعرض بعد                            | فلر                     | 16 أبريل 2016  |               |
| 863     | ××            | قضية مقتل محقق الأرواح (الجزء الأول)                              | لم تُعرض بعد                            | فصل 952-951             | 17 يونيو 2017  |               |
| 864     | ××            | قضية مقتل محقق الأرواح(الجزء الثاني)                              | لم تُعرض بعد                            | فصل 952-953             | 24 يونيو 2017  |               |
| 866     | ××            | مسرح الخيانة (الجزء الأول)                                        | لم تُعرض بعد                            | فصل 954-955             | 15 يوليو 2017  |               |
| 867     | ××            | مسرح الخيانة (الجزء الثاني)                                       | لم تُعرض بعد                            | فصل 956-957             | 22 يوليو 2017  |               |
| 881     | ××            | ساحر الأمواج (الجزء الاول)                                        | لم تُعرض بعد                            | فصل 972-974             | 18 نوفمبر 2017 |               |
| 882     | ××            | ساحر الأمواج (الجزء الثاني)                                       | لم تُعرض بعد                            | فصل 972-974             | 25 نوفبمر 2017 |               |
| 941     | ××            | البحث عن ماريا-تشان ! (الجزء الاول)                               | لم تُعرض بعد                            | فصل 1006-1008           | 1 يونيو 2019   |               |
| 942     | ××            | البحث عن ماريا-تشان! (الجزء الثاني)                               | لم تُعرض بعد                            | فصل 1006-1008           | 6 يونيو 2019   |               |
| 952     | xx            | كوكتيل المتاهة (الجزء الأول)                                      | لم تُعرض بعد                            | فصل 1009-1010           | 31 اغسطس 2019  |               |
| 953     | xx            | كوكتيل المتاهة (الجزء الثاني)                                     | لم تُعرض بعد                            | فصل 1010-1011           | 7 سبتمبر 2019  |               |
| 954     | xx            | كوكتيل المتاهة (الجزء الثالث)                                     | لم تُعرض بعد                            | فصل 1011-1012           | 14 سبتمبر 2019 |               |
| 1003    | xx            | اللعبة المثالية ذات الـ 36 مربعًا (الجزء الأول)                    | لم تُعرض بعد                            | فصل 1027-1031           | 24 أبريل 2021  |               |
| 1004    | xx            | اللعبة المثالية ذات الـ 36 مربعًا (الجزء الثاني)                   | لم تُعرض بعد                            | فصل 1027-1031           | 1 مايو 2021    |               |
| 1005    | xx            | اللعبة المثالية ذات الـ 36 مربعًا (الجزء الثالث)                   | لم تُعرض بعد                            | فصل 1027-1031           | 8 مايو 2021    |               |
| 1071    | xx            | عرض استنتاج كودو يوساكو (الجزء الأول)                             | لم تُعرض بعد                            | فصل 1058-1059           | 28 يناير 2023  |               |
| 1072    | xx            | عرض استنتاج كودو يوساكو (الجزء الثاني)                            | لم تُعرض بعد                            | فصل 1059-1060           | 4 فبراير 2023  |               |
| 1077    | xx            | مكيدة المنظمة السوداء (الصيد)                                     | لم تُعرض بعد                            | فصل 1061-1062           | 25 مارس 2023   |               |
| 1078    | xx            | مكيدة المنظمة السوداء (النزول)                                    | لم تُعرض بعد                            | فصل 1063-1064           | 1 ابريل 2023   |               |
| 1079    | xx            | مكيدة المنظمة السوداء (الهوية)                                    | لم تُعرض بعد                            | فصل 1065-1066           | 8 ابريل 2023   |               |